# Tautiška Giesmė
Tautiška Giesmė ("Canção nacional") é o hino nacional da Lituânia. Foi escrito em 1898 pelo compositor Vincas Kudirka, tornando-se o hino oficial em 1919 até 1950, e de novo em 1988, quando a Lituânia recuperou a independência.

## Letra
| Lituano Lietuva, Tėvyne mūsų, Tu didvyrių žeme, Iš praeities Tavo sūnūs Te stiprybę semia. Tegul Tavo vaikai eina Vien takais dorybės, Tegul dirba Tavo naudai Ir žmonių gėrybei. Tegul saulė Lietuvoj Tamsumas prašalina, Ir šviesa, ir tiesa Mūs žingsnius telydi. Tegul meilė Lietuvos Dega mūsų širdyse, Vardan tos Lietuvos Vienybė težydi! | Tradução Lituânia, nossa Pátria, Tu és terra de heróis, Desde o passado teus filhos Semeiam sua força. Que seus filhos trilhem Somente caminhos virtuosos, Que trabalhem em seu prol E para o bem do povo. Que o sol na Lituânia Dissipe as trevas, Que a luz e a verdade Dirija nossos passos. Que o amor pela Lituânia Arda em nossos corações, Em nome desta Lituânia Que a unidade floresça! |
| | |